# 绒毛钓樟
绒毛钓樟（学名：Lindera floribunda），为樟科山胡椒属下的一个植物种。